# Wapen van Nigtevecht

Wapen van Nigtevecht

Het wapen van Nigtevecht werd op 14 augustus 1976 door de Hoge Raad van Adel aan de Utrechtse gemeente Nigtevecht verleend. In 1989 ging Nigtevecht op in de gemeente Loenen. Het wapen van Nigtevecht is daardoor komen te vervallen als gemeentewapen. 

## Blazoenering
De blazoenering van het wapen luidde als volgt:
Gedeeld; I in azuur een sleutel van zilver; II in zilver een omgewende sleutel van sabel. Het schild gedekt met een gouden kroon van drie bladeren en twee parels.
De heraldische kleuren zijn azuur (blauw), zilver (wit), sabel (zwart) en goud (goud of geel).

## Verklaring
Het wapen is gelijk aan het voormalige heerlijkheidswapen dat begin 17e eeuw werd gevoerd. Wel kwam de familie in 1722 in het bezit van de heerlijkheid. Het wapen komt overigens al voor op een wapenbord van Hoomheemraadschap Amstelland uit 1675. De oorsprong van het wapen is niet bekend.

Overigens voerde de gemeente Nigtevecht het wapen al enkele tientallen jaren voor het in 1976 officieel werd verleend. In 1972 werd een aanvraag gedaan, maar was er geen duidelijkheid over de kleuren van de velden. Vanwege een dreigende fusie met gemeente Nederhorst den Berg werd de aanvraag voorlopig uitgesteld. Toen deze niet doorging, werd alsnog het wapen aangevraagd met de juiste kleuren na een verfanalyse.
Abcoude
· Abcoude-Baambrugge
· Abcoude-Proostdij
· Achttienhoven
· Amerongen
· Benschop
· Breukelen
· Breukelen-Nijenrode
· Breukelen-Sint Pieters
· Bunnik
· Cothen
· Darthuizen
· De Vuursche
· Doorn
· Driebergen
· Driebergen-Rijsenburg
· Everdingen
· Haarzuilens
· Hagestein
· Harmelen
· Hoenkoop
· Hoogland
· Houten
· Indijk
· Jaarsveld
· Jutphaas
· Kamerik
· Kockengen
· Langbroek
· Leersum
· Linschoten
· Loenen
· Loenersloot
· Loosdrecht
· Maarn
· Maarssen
· Maarsseveen
· Maartensdijk
· Mijdrecht
· Nigtevecht
· Noord-Polsbroek
· Odijk
· Oudenrijn
· Polsbroek
· Rijsenburg
· Ruwiel
· Schalkwijk
· Snelrewaard
· Sterkenburg
· Stoutenburg
· Tienhoven
· Vianen 
· Vinkeveen
· Vinkeveen en Waverveen
· Vleuten
· Vleuten-De Meern
· Vreeland
· Vreeswijk
· Waarder
· Waverveen
· Werkhoven
· Westbroek
· Willeskop
· Willige Langerak
· Wilnis
· Zegveld
· Zuilen
· Zuid-Polsbroek